# أندريا كوكران
أندريا كوكران (مواليد 1954،  مدينة نيويورك) هي مهندسة معمارية أمريكية للمناظر الطبيعية موطنها سان فرانسيسكو.
وهي زميلة في الجمعية الأمريكية لمهندسي المناظر الطبيعية وواحدة من سبع نساء مصممات ظهرن في الفيلم الوثائقي 2012 المرأة في التراب.

## بداية حياتها وتعليمها
وُلدت كوكران في مدينة نيويورك ونشأت في شمال غرب نيو جيرسي. 
بالنسبة للكلية:
كان لديها اهتمام مبكر بالالتحاق بمدرسة الفنون ولكن عائلتها أبعدوها عنها. التحقت بجامعة روتجرز في الأصل بهدف دراسة علم الحيوان قبل أن تنتقل في النهاية إلى هندسة المناظر الطبيعية بعد حضور محاضرة ألقاها رئيس البرنامج روي ديبور.
حصلت على شهادتها الجامعية عام 1976م، ثم تخرجت من كلية التصميم بجامعة هارفارد عام 1979م بدرجة الماجستير في هندسة المناظر الطبيعية.
و في عام 1981، انتقلت كوكران إلى منطقة خليج كاليفورنيا.

## حياتها المهنية
في بداية حياتها المهنية، عملت كوكران في الساحل الشرقي وأوروبا قبل أن تنتقل إلى كاليفورنيا. عملت في التخطيط التعاوني في سان فرانسيسكو قبل أنشاء شراكة لشركة ديلاني وكوكران وكاستيل مع زميلها مهندس المناظر الطبيعية توفير ديلاني في عام 1989م.
في عام 1998م، أسست كوكران شركتها أندريا كوكران لهندسة المناظر الطبيعية (أيه سي آل ايه). وأصبحت زميلة الجمعية الأمريكية لمهندسي المناظر الطبيعية (السا) في عام 2007.
في عام 2014، حصلت على وسام تصميم (السا) تقديراً لـ «مجموعة أعمال التصميم الاستثنائية على مستوى مستدام لمدة عشر سنوات على الأقل». 
كثيرًا ما تم الإشادة بكوكران باعتبارها سيدًة في البساطة في تصميم المناظر الطبيعية. غالبًا ما تتميز مشاريع شركتها الحائزة على جوائز بخطوط نظيفة وبنية بسيطة وحواف محددة المعروفة بالمزروعات بالشكل الجماعي. يشمل تأثيرها زملائها مهندسي المناظر الطبيعية دان كيلي وغاريت إيكبو وجيمس روز بالإضافة إلى الفنانين روبرت إيروين وفريد ساندباك.

## الجوائز والتكريمات الكبرى
2014 جائزة التصميم الوطني لهندسة المناظر الطبيعية.
جائزة كيربي وارد فيتزبارتيك لعام 2019 لملاعب مركز هيلين ديلر سيفيك.
2020 جائزة الشرف «السا» في التصميم السكني لـ 901 فيو فيرفاكس هانترز.
2017 جائزة «السا»  للتميز في التصميم السكني لبرمنغهام ريزيدنس.
جائزة مجلة هندسة المناظر الطبيعية العالمية لعام 2016 لمركز ويندهوفر التأملي.
2016 شيكاغو أثينيوم: متحف العمارة والتصميم والمركز الأوروبي للعمارة والفنون والتصميم والدراسات الحضرية لمجموعة كوكران.
2015 جمعية المهندسين المعماريين الأمريكية للمركز التأملي لرياح الرياح.
جائزة أفضل مجلة لعام 2015 للتصميم الداخلي - فئة الأماكن الخارجية لمركز ويندهوفر التأملي.

## الأعمال الكبرى
تركيب متاهة الذرة المصنوعة من أغصان الصفصاف، سونوما كورنرستون، سونوما، كاليفورنيا 
فناء به أشجار السرو المستصلحة، منزل كوران، سان فرانسيسكو 
مجموعة أثاث خارجي بالتعاون مع شركة لاندسكيب فورمز.